# Pseudobaeospora albidula
Pseudobaeospora albidula är en svampart som beskrevs av Bas 2002. Pseudobaeospora albidula ingår i släktet Pseudobaeospora och familjen Tricholomataceae.   Inga underarter finns listade i Catalogue of Life.